# Hidrocincita
La hidrocincita o flor de zinc es un mineral del grupo de los Carbonatos. Es un hidroxicarbonato de zinc, que rara vez forma cristales y lo normal es encontrarlo como masas terrosas o costras.
El nombre deriva del griego hidros, que significa agua, y de zinc, por su composición química. Fue descubierta en  1853 en Bleiberg, Carintia (Austria) y descrita por primera vez por Gustav Adolph Kenngott.

## Ambiente de formación

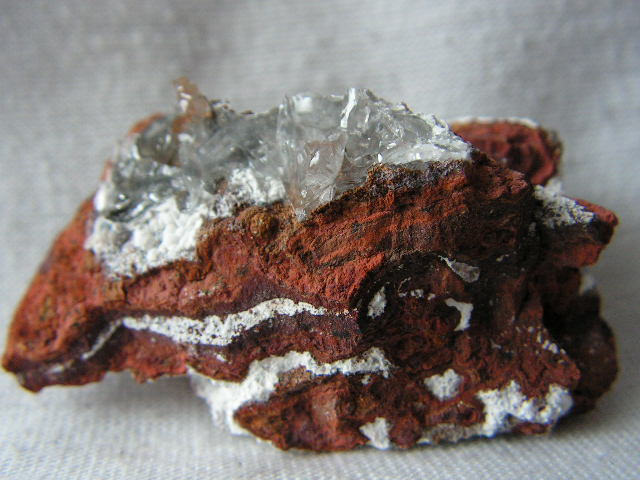
Hidrocincita de la mina Ojuela, Mapimi, Durango (MEX)

La hidrocincita es un mineral de formación secundaria en las zonas de oxidación de los depósitos de minerales del zinc. Sobre todo se encuentra en la parte superior de los yacimientos, asociado a la smithsonita.

## Localización y extracción
Se han encontrado importantes yacimientos en Santander (España), en Carinzia (Austria), en Argelia y en Estados Unidos.
Es un mineral importante en la industria minera de obtención del zinc, pero solo si se encuentra en masas importantes para que sea económicamente rentable.